# Mario Party: The Top 100
Mario Party: The Top 100 (マリオパーティ100 ミニゲームコレクション, Mario Pātī 100 minigēmukorekushon, litt. Mario Party Collection de 100 mini-jeux) est un jeu vidéo de type party game développé par Nd Cube et édité par Nintendo, sorti sur Nintendo 3DS le 10 novembre 2017 en Amérique du Nord, le 22 décembre 2017 en Europe et en Australie et le 28 décembre 2017 au Japon. Il a été annoncé le 14 septembre 2017 lors d'un Nintendo Direct. Cinquième épisode de la série Mario Party sur console portable, le jeu propose une compilation des cent meilleurs mini-jeux de la série, du premier au dixième opus.

## Système de jeu

### Généralités
Le jeu réunit un top 100 des meilleurs mini-jeux de la série principale (1 à 10).

### Modes de jeux
Plusieurs modes de jeux sont disponibles :
- 100 mini-jeux :

(de 1 à 4 joueurs)  Regroupement des 100 mini-jeux (libre)
- Match de mini-jeux :

(de 1 à 4 joueurs)  Plateau de jeux sur lequel il faut récupérer le plus de ballons étoiles.
- Île des Mini-jeux :

(1 joueur) Mode solo, il faut réussir une succession de mini-jeux en passant de monde en monde.
- Bataille :

(de 1 à 4 joueurs) Lors d'un match de 3 ou 5 manches, il faut gagner le plus de mini-jeux qui sont choisis aléatoirement.
- Décathlon :

(de 1 à 4 joueurs) Il faut essayer de battre le maximum de records.

### Mini-jeux
Liste des 100 mini-jeux disponibles avec, entre parenthèses, le mode de jeu et le jeu de la série dont il est issu.
- Maskass a dit (VS 4 - Mario Party)
- Bombes larguées (VS 4 - Mario Party)
- Lifting de Bowser (VS 4 - Mario Party)
- Tir à la corde (1 VS 3 - Mario Party)
- Piranha-Poursuite (1 VS 3 - Mario Party)
- Ski de dunes (2 VS 2 - Mario Party)
- Course Kaboum (VS 4 - Mario Party 2)
- Carapace Castagne (VS 4 - Mario Party 2)
- Méka-Marathon (VS 4 - Mario Party 2)
- Danse débile (VS 4 - Mario Party 2)
- Hexagone infernal (VS 4 - Mario Party 2)
- Un, deux, trois (VS 4 - Mario Party 2)
- Pousse-ballon (VS 4 - Mario Party 2)
- Ruche ravage (VS 4 - Mario Party 2)
- Furie de Bowser (VS 4 - Mario Party 2)
- Dure-dure voiture (2 VS 2 - Mario Party 2)
- OK ? Hockey ! (2 VS 2 - Mario Party 2)
- Usine à bouffer (2 VS 2 - Mario Party 2)
- Barouf-bûcheron (2 VS 2 - Mario Party 2)
- Boulets de neige (VS 4 - Mario Party 3)
- Boing et boing (VS 4 - Mario Party 3)
- Drôle d'hippodrome (VS 4 - Mario Party 3)
- Champi-colosse (VS 4 - Mario Party 3)
- Pluie poursuite (VS 4 - Mario Party 3)
- Golf de ouf ! (VS 4 - Mario Party 3)
- Patinoire panique (VS 4 - Mario Party 3)
- Chauffe Marcel ! (VS 4 - Mario Party 3)
- La Bonne Porte (VS 4 - Mario Party 3)
- Raz-de-marée (1 VS 3 - Mario Party 3)
- Mange ta pizza (2 VS 2 - Mario Party 3)
- Lianes folie (1 VS 1 - Mario Party 3)
- Serre-livre (VS 4 - Mario Party 4)
- Suivez la ligne (VS 4 - Mario Party 4)
- Lancer franc (VS 4 - Mario Party 4)
- Départ arrêté (VS 4 - Mario Party 4)
- Crête extrême (VS 4 - Mario Party 4)
- Boules surprises (1 VS 3 - Mario Party 4)
- BUUUUT ! (1 VS 3 - Mario Party 4)
- Cache-crash (1 VS 3 - Mario Party 4)
- Dégonflage d'printemps (2 VS 2 - Mario Party 4)
- Bombe au prisonnier (2 VS 2 - Mario Party 4)
- Boules surprises (2 VS 2 - Mario Party 4)
- Burger del Amor (2 VS 2 - Mario Party 4)
- Beach Volley (2 VS 2 - Mario Party 4)
- Samba Koopa (1 VS 1 - Mario Party 4)
- Combat final ! (1 joueur - Mario Party 4)
- Objectif glace ! (VS 4 - Mario Party 5)
- Parade pingouin (VS 4 - Mario Party 5)
- Batte la balle ! (VS 4 - Mario Party 5)
- Tir au Chomp (VS 4 - Mario Party 5)
- Toujours plus haut (VS 4 - Mario Party 5)
- Triple saut (VS 4 - Mario Party 5)
- L'anneau de Vitesse (VS 4 - Mario Party 5)
- Hôtel Goomba (VS 4 - Mario Party 5)
- Les Cages de Bowser (VS 4 - Mario Party 5)
- La Tour intenable (1 VS 3 - Mario Party 5)
- Thwomp qui roule... (1 VS 3 - Mario Party 5)
- Poursuite sur neige (1 VS 3 - Mario Party 5)
- Les mèches panique (2 VS 2 - Mario Party 5)
- Le coup de maillet (2 VS 2 - Mario Party 5)
- Hockey sur glace (2 VS 2 - Mario Party 5)
- Fines gâchettes (1 VS 1 - Mario Party 5)
- Tombent les blocs (1 VS 1 - Mario Party 5)
- Hélico Twist (VS 4 - Mario Party 6)
- Vite, facteur ! (VS 4 - Mario Party 6)
- Sur un plateau (VS 4 - Mario Party 6)
- Piège à Goomba (VS 4 - Mario Party 6)
- Vertigo (VS 4 - Mario Party 6)
- Boîte magique (1 VS 3 - Mario Party 6)
- Chute de pierres (2 VS 2 - Mario Party 6)
- Tourn'images (2 VS 2 - Mario Party 6)
- Revanche des taupes (VS 4 - Mario Party 7)
- Compte à rebours (VS 4 - Mario Party 7)
- Pokey à la masse (VS 4 - Mario Party 7)
- Saute-haies (VS 4 - Mario Party 7)
- Pink Jack (VS 4 - Mario Party 7)
- À bout de souffle (VS 4 - Mario Party 7)
- Tir aux points (VS 4 - Mario Party 7)
- Pogo à gogo (1 VS 3 - Mario Party 7)
- Chute de barils (1 VS 1 - Mario Party 7)
- Liane en folie (1 VS 1 - Mario Party 7)
- Jeu bonus (1 VS 1 - Mario Party 9)
- Hissez haut (VS 4 - Mario Party 8)
- Chompouinage (VS 4 - Mario Party 8)
- Tirer les cartes (VS 4 - Mario Party 8)
- Bûches et embûches (VS 4 - Mario Party 9)
- Bulles, ballons, boulets (VS 4 - Mario Party 9)
- À contre-courant (VS 4 - Mario Party 9)
- Boutons pression (VS 4 - Mario Party 9)
- Sur le grill (VS 4 - Mario Party 9)
- Turbo Bill Balle (VS 4 - Mario Party 9)
- La pièce manquante (VS 4 - Mario Party 9)
- Cheep Cheep, hourra ! (VS 4 - Mario Party 9)
- Bowling Goomba (VS 4 - Mario Party 9)

### Personnages
Le jeu compte un total de huit personnages, tous jouables dès le début du jeu, qui sont Mario, Luigi, Peach, Daisy, Yoshi, Wario, Waluigi et Harmonie. Dans l'Île des Mini-jeux, apparaissent comme adversaires et personnages non jouables Toad, Donkey Kong et Bowser.

## Accueil

### Critiques
Le gameplay et le choix des mini-jeux sont appréciés, malgré la gyroscopie faible et la présence de nombreux jeux se basant sur le hasard. Le nombre de personnages et de plateaux est assez décrié en revanche,,,.